# テイ橋

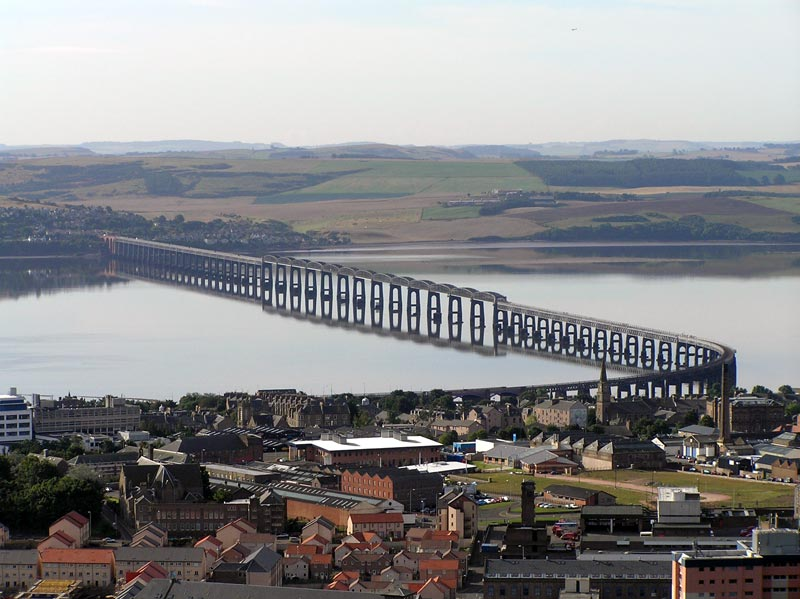
ダンディー・ロー（Dundee Law）の丘から見たテイ橋

テイ橋（テイきょう、英語: Tay Bridge、しばしば非公式にテイ鉄道橋、Tay Rail Bridge）は、イギリス、スコットランドのテイ湾に架かり、ダンディーとファイフのウォーミット (Wormit) の間を結ぶ、全長3,264 メートル（煉瓦造りの部分を含む）の鉄道橋である。
フォース鉄道橋と同様に、テイ橋もテイ道路橋 (Tay Road Bridge) の建設に伴いテイ鉄道橋と呼ばれている。この鉄道橋は、それ以前の鉄道連絡船を置き換えるために建設された。

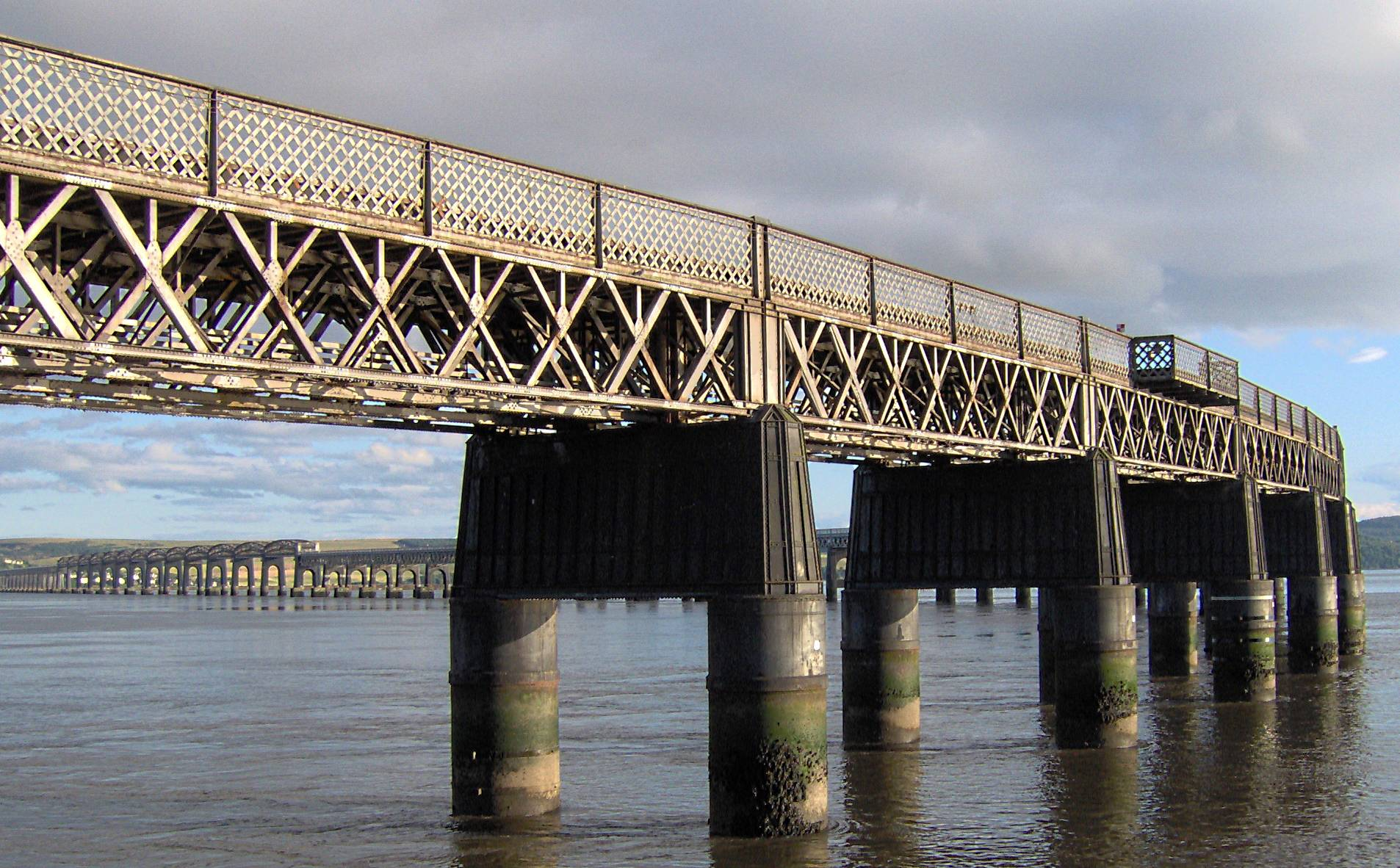
ダンディー側から見たテイ橋

## 初代テイ橋

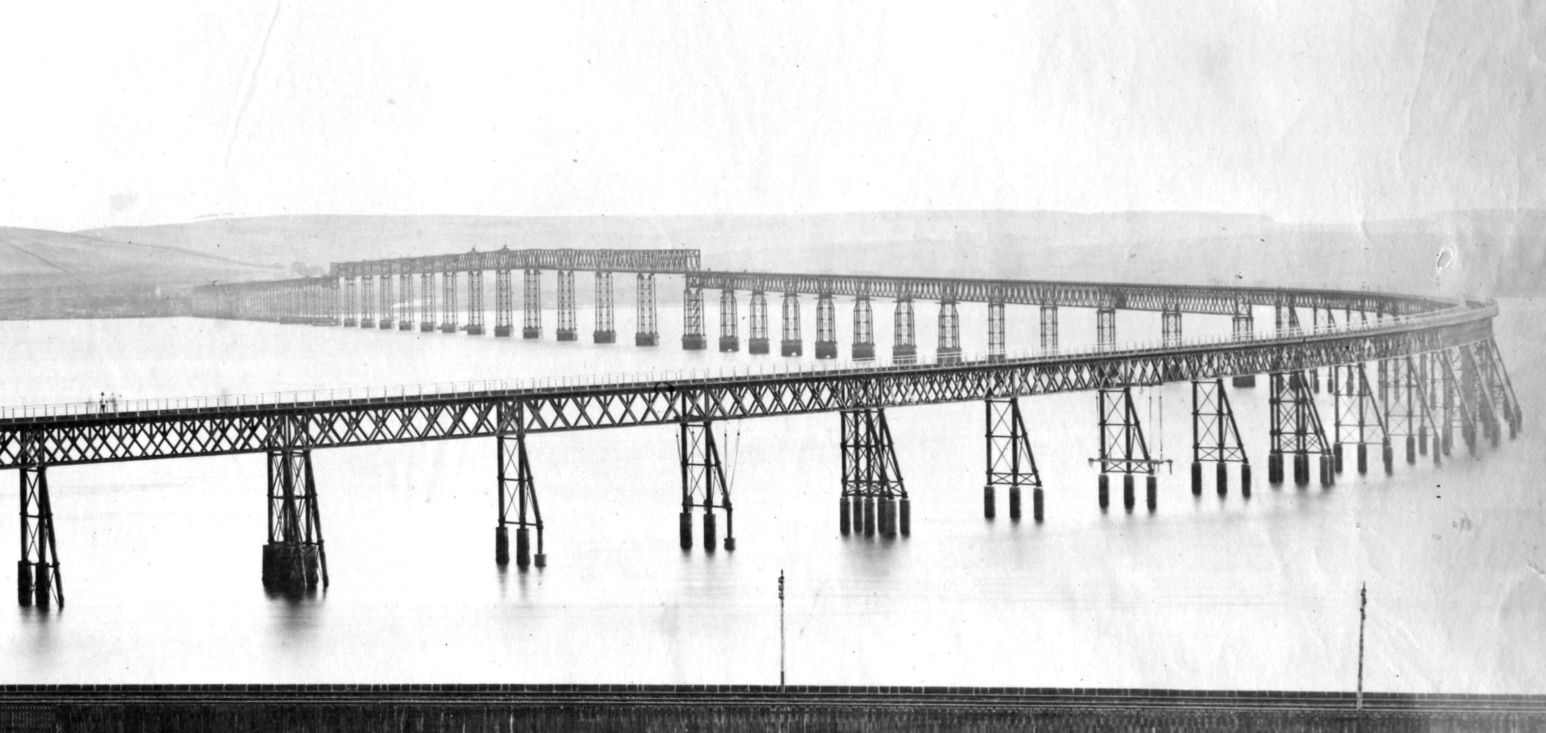
初代のテイ橋

初代のテイ橋は19世紀に建設された。テイ川を横断する橋を建設するという提案は、少なくとも1854年にまで遡る。ノース・ブリティッシュ鉄道 (North British Railway) とテイ橋の建設法案は1870年7月15日に国王裁可を受けて、礎石は1871年7月22日に置かれた。設計は有名な鉄道技術者であるトーマス・バウチ (Thomas Bouch) によるもので、彼は橋の完成後騎士の称号を受けている。
橋は鋳鉄と錬鉄を組み合わせた格子構造になっていた。この設計は、ケナード (Kennard) により南ウェールズのクラムリン高架橋 (Crumlin Viaduct) で1858年に最初に用いられ、続いて画期的な鋳鉄の使用法で知られた水晶宮でも用いられて、よく知られたものであった。しかし水晶宮は鉄道橋ほど負荷が掛かるものではなく、鉄道橋ではディー橋がまずい鋳鉄ガーダーの使い方のため1847年に崩壊した例がある。後にギュスターヴ・エッフェルは同じような設計でフランス中央高地にいくつかの大きな高架橋を建設している。
だが、橋が湾中央に向けて建設されていくにつれ、湾に関する調査が正確性を欠くことが明らかとなった。岸のそばでは浅い位置にあった岩盤は次第に深くなり、最終的に橋脚を建てるには深くなりすぎてしまった。バウチは橋脚の再設計を迫られ、下に支えがないことを補償するため湾の底により深く橋脚を打ち込まなければならなかった。また、彼はそれまでよりもガーダーのスパンを伸ばすことで橋脚を削減した。これによりガーダーは風の影響を無視できる長さを超えてしまったが、バウチはこれを無視した。
最初の列車は1877年9月22日に橋を横断した。その後1878年初頭に橋が完成すると当時世界一長い橋となり、同年6月1日には開通を迎えた。この町を訪れていたユリシーズ・グラントは、この橋について「小さな町に対しては大きな橋」(a big bridge for a small city) とコメントしている。

### テイ橋の崩壊

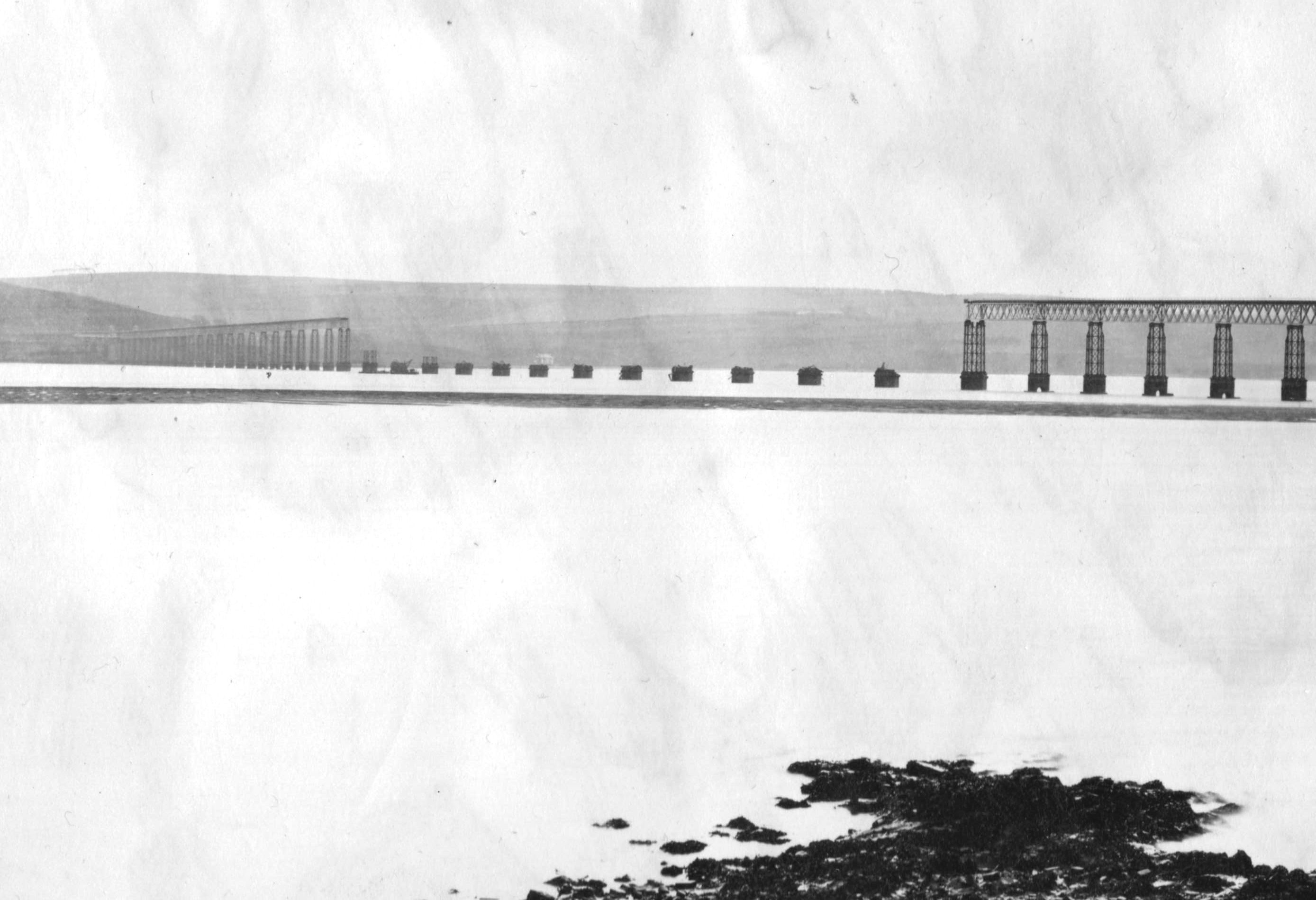
落橋したテイ橋を北側から見る

1879年12月28日の夜、イギリス北部を強い嵐が襲った。19時頃の気圧は982 hPa、風速は毎秒30～35 mと推定されている。ただ残った鉄骨の上向きに引きちぎれた状況から、竜巻が起こっていた可能性も推定されている。嵐の中で橋の中央の「ハイ・ガーダー」(High Girders) と呼ばれる区間が走行中の列車を巻き込んで崩壊した。75名が死亡したとされ、この中にはトーマス・バウチの義理の息子も含まれていた。60人の名前の分かった犠牲者のうち、46人のみ遺体が発見され、このうち2人の遺体は1880年2月になってから見つかった。行方不明者も多く、正確な犠牲者数は乗車券の販売数を厳密に集計することで算出された。この中には遠くロンドンのキングス・クロス駅からのものもあった。ダンディーにおける19世紀の一般的な都市伝説の中には、カール・マルクスはこの列車に乗るはずであったが、病気で旅行に出られなかったために実際には乗車しなかった、というものがある。
捜査官はすぐに事故の原因となった設計・材質・工法上の欠陥を調査し、バウチの設計は風による荷重に対して余裕がなかったとした。彼は、200 フィート以下のガーダーでは風に対する考慮は不要と報告されていたが、より長い 245 フィート（約 75 メートル）のガーダーへ設計変更した際にこれを見直さなかった。また橋の中央部では、下の航路を通る船のマストを支障しないよう高いスルートラスの内側にレールが敷かれており、これは低いデッキトラスの上を通行する前後の区間に比べて重心が高く、風に対して脆弱であった。また、以前の半分作りかけの橋から鉄をリサイクルする現地の工場を、バウチも契約者も定期的に訪問していなかったことが明らかになった。円筒形の鋳鉄の梁が橋でもっとも長い13のスパンを支えており、それぞれ 245 フィートの長さがあったが、これはとても低い質のものであった。多くは水平に鋳造されており、結果としてとても薄いものになっただけではなく、不完全な鋳造を不適切に品質管理検査の目から隠していた証拠も見つかった。特に、鍛造の支柱を取り付ける突起物は桁材と一体的に鋳造せず後から焼き付けられていたが、焼き付けた証拠は残らなかった。また通常の突起物はとても弱かった。デービッド・カーカルディ (David Kirkaldy) によりこれらは検査が行われ、60トンの荷重に耐えるはずのものがたったの20トンで破壊することが証明された。嵐の中でこれらの突起物が壊れて、橋の中央部全体の安定を損ねたものと考えられている。
なお、この初代の橋の橋脚の残骸は満潮時でもいまなお見ることができる。

#### 公式調査
公式調査は、海難調査委員会のヘンリー・キャドガン・ロザリー (Henry Cadogan Rothery) が委員長を務め、鉄道検査官のウィリアム・ヨランド (William Yolland) と土木技術者のウィリアム・ヘンリー・バーロー (William Henry Barlow) が補佐した。彼らは、テイ橋は「不適切に設計され、不適切に建設され、不適切に保守されており、崩壊は本質的な構造の欠陥によるもので、遅かれ早かれ崩壊に至るものであった」と結論付けた。
事故の数ヶ月前には、中央の構造が劣化してきている明確な兆候があった。保守検査官のヘンリー・ノーブル (Henry Noble) は、1878年6月の開通後2-3ヵ月後には鍛造の支柱つなぎ材のジョイントがガタガタする音を聞いており、これはジョイントが緩んできていることを示すものであった。これにより、多くの支柱つなぎ材は鋳鉄橋脚を固定する役を果たさなくなった。ノーブルはジョイントを締め直そうとせず、代わりにガタつきを止めるために鉄製のくさびを打ち込んでいた。
ハイ・ガーダーが崩壊するまで、さらに問題は続いた。1879年夏には橋の上で働いていた塗装工により、中央部分は水平方向の動きに不安定であることが指摘された。北行列車の乗客は客車の変な動揺に苦情を言ったが、これは橋の所有者であるノース・ブリティッシュ鉄道により無視された。伝えられるところによれば、ダンディー市長は列車の橋の通過時間を計測しており、公式制限速度の 25 マイル毎時（約 40 キロメートル毎時）を大きく超える 40 マイル毎時で走行していることが分かった。
この調査により「設計・建設・保守上のこれらの欠陥について、トーマス・バウチ氏は、我々の意見では、主たる責任がある。設計の欠陥については彼に完全に責任がある」と指摘され、バウチの職業上の評価は失墜した。同じ線で計画されていたフォース鉄道橋に対するバウチの設計に関わっていた取引委員会は、1 平方フィートあたり56 ポンドの仕様を課した。新しいフォース橋の契約は、ベンジャミン・ベーカー (Benjamin Baker) とジョン・ファウラー (John Fowler) の設計により、ウィリアム・アロル・アンド・カンパニー (Sir William Arrol & Co.) に落札された。バウチは事故後1年経たないうちに死去した。
J N C ロー (J N C Law) はそのレールウェイ・マガジン誌1965年3月号160ページの総合記事の中で、強風が橋を崩壊させる前に風により列車が転覆していたことを示す強い証拠があると示唆している。彼は、当時の軽い鉄道車両が風で転覆しながら、列車先頭の重い機関車だけが線路上に残ったいくつかの事故を列挙している。列車全体の重量はわずか 115 トンしかなく、6両の客車のうち5両の二等車は 6 トン以下の重量しかなかった。当時の調査では、この車両を転覆させるために必要とされる風の力は 1 平方フィートあたり 36.6 ポンドと推定されていたが、ローの再計算によれば 1 平方フィートあたり 27.7 ポンドであった。これに対して、当時の調査でも橋の構造が危険になるには最低 1 平方フィートあたり 33 ポンドの風圧が必要と推定されていた。さらにローは、列車が引き上げられた時に、最後の2両の客車ははるかに大きく損傷していたことを指摘した。それゆえ、彼はまず列車が脱線してそれがハイ・ガーダーの崩壊を引き起こしたと主張している。ハイ・ガーダーの存在するところで事故が起きていなければ、列車は単に鉄橋から転落するだけで、橋そのものが崩壊することはなかっただろうとしている。ローは、バウチにも橋の建設品質に関して責任がなかったとはいえないとする一方で、バウチは調査で不公正にスケープゴートにされたと見ている。
この主張はローのオリジナルのものではなく、バウチによる反論でも提出されている。しかしながら公式調査ではこの説に完全に疑問を投げかけられており、もし列車が脱線して橋の崩壊を招いたのであれば、なぜそんなに橋は弱かったのか、という疑問に対応することができなかった。またこの説は、橋の崩壊が列車が脱線した場所だけではなく半マイルにも及んだことも説明できなかった。
転落した車両のうち、ノース・ブリティッシュ鉄道の224号機関車は川から引き上げられ、カウレア (Cowlairs) で修理されて生き残った。この機関車は1919年まで運用に就いており、「ザ・ダイバー」(The Diver) のニックネームで呼ばれていた。多くの迷信深い機関士は、新しく架け直された橋をこの機関車で通ることに気乗りがしなかったという。

### 風速計の測定に対する疑問
テイ鉄道橋の大惨事は、風が構造物へ及ぼす風圧の正確な測定に関する気象学的な議論と、その風圧に耐える設計に関する技術的な課題を提起した。王立気象学会によって「風力調査委員会（Wind Force Committee）」が作られた。その結果、当時イギリス気象局で広く使われていたロビンソン4杯風速計の測定値に対する疑問が生じた。その後ロビンソン風速計の調査が広く行われるようになり、20世紀に入って3杯式の風速計の方がより正確であることがわかり、現在の風杯型風速計は3杯式風速計が使われている。

#### 崩壊事故に関連した文学作品
ヴィクトリア朝期の詩人、ウィリアム・マクゴナガル (William McGonagall) は、この事故を追憶して『テイ橋の惨事 (The Tay Bridge Disaster) 』という詩を作った。同様に、ドイツの詩人であるテオドール・フォンターネは、事故のニュースにショックを受けて、シェイクスピアとシラーの隠喩を含んだ詩『テイ川の橋 (Die Brück' am Tay) 』を作った。この詩は事故のわずか10日後に出版された。スコットランドの作家、A・J・クローニンの1931年の小説『帽子屋の城』（原題: Hatter's Castle）にはテイ橋の事故のシーンが含まれており、1942年の映画化に際しては橋の崩壊がドラマティックに再現された。ルース・レンデルの2002年の小説『The Blood Doctor』でも橋の崩壊が重要な位置を占めている。スコットランドのおとぎ話や幽霊話を収集して再編する作家であるソーシー・ニック・レオーダス (Sorche nic Leodhas) は『The Tay Bridge Train（テイ橋の列車)』という作品を書き、この中では親友の幽霊にテイ橋の列車に乗らないように警告されたため生き残った男の話が出てくる。

## 2代目テイ橋

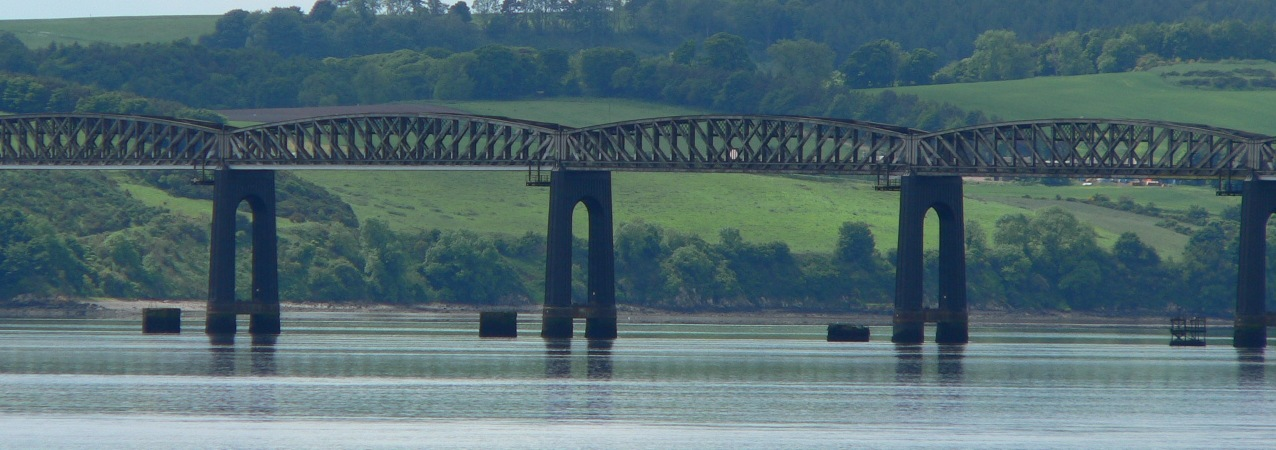
2代目テイ橋の中央部分の拡大

新しい複線の橋は、ウィリアム・ヘンリー・バーローにより設計されて、ウィリアム・アロル・アンド・カンパニーによって建設された。初代の橋より 60 フィート（約 18 メートル）ほど上流に並行して架けられている。架橋の提案は1881年7月に正式に受け入れられ、礎石は1883年7月6日に置かれた。建設には 25,000 トンの鉄、70,000 トンのコンクリート、1000万個（37,500 トン）の煉瓦と300万個のリベットが使われた。14人が建設中に、主に溺れて事故死した。
2代目の橋は1887年7月13日に開通し、120年以上経過した現在も用いられている。2003年には2085万ポンドを投じた橋の強化・再生プロジェクトが、その巨大な規模と関連したロジスティクスにより、イギリス建設業界土木賞 (British Construction Industry Awards) を受賞した。1,000 トン以上の鳥の糞が手作業により橋の鉄骨からこそぎ落とされて 25 キログラムの袋に詰められ、10万個以上のリベットが取り替えられた。これらの全ての作業は露出した環境下で、潮の流れの速い湾の上のかなり高い場所で行われた。
なお、"Tay Bridge" は、エリザベス・ボーズ＝ライアン（エリザベス2世の母親）の葬儀計画のコードネームにもなっている。